# Christian Wink
Johann Christian Thomas Wink (Eichstätt, 19 de diciembre de 1738–Múnich, 6 de febrero de 1797) fue un pintor alemán, especializado en el fresco y aguafuerte, del período rococó. Después de su nombramiento como pintor de la corte del Elector (1769), firmó importantes comisiones como pintor de la corte bávara (Aulae Boicae Pictor). 

## Biografía
Después de un período de aprendizaje, ingresó al taller de Johann Jakob Feichtmayer en Eichstätt. Permaneció allí brevemente, y luego fue a Augsburgo. La ciudad de los Fugger fue uno de los centros de arte más importantes de los países de habla alemana en el siglo XVIII. Probablemente Wink asistió a la Academia Imperial en el período 1759-1760. Tras una breve estancia en Frisinga, se trasladó a Múnich, donde trabajó desde 1760. En el período 1765/1766 trabajó por encargo de la corte local. Solo unos años más tarde, en 1769, Wink se convirtió en el pintor de la corte del elector bávaro. Este título le trajo numerosos encargos, en su mayoría de obras de carácter religioso, dentro del Electorado de Baviera. Aparte de numerosos viajes, vivió y trabajó hasta su muerte (1797) en Munich.
Sus obras incluyen numerosos frescos en iglesias de la Alta Baviera, así como en Starnberg, Raisting y Kempfenhausen, así como en el comedor del castillo de Schleißheim. Menos conocidas, pero no menos numerosas, son sus pinturas al óleo. Wink fue, en la segunda mitad del siglo XVIII, uno de los pintores más activos de Munich. También se distinguió por realizar cartones para el tapicero François Chédeville.